# Дисилицид молибдена
Дисилици́д молибде́на — неорганическое соединение металла молибдена и кремния с формулой MoSi2, 
серые кристаллы, 
не растворимое в воде.

## Получение
- Нагревание смеси порошков молибдена и кремния:

{\displaystyle {\mathsf {Mo+2Si\ {\xrightarrow {1000-1100^{o}C}}\ MoSi_{2}}}}

## Физические свойства
Дисилицид молибдена образует серые кристаллы тетрагональной сингонии, пространственная группа I 4/mmm, параметры ячейки a = 0,3197 нм, c = 0,787 нм, Z = 2
Не растворим в воде.

## Другие соединения
- Известны другие силициды молибдена: Mo3Si2, Mo3Si.

## Применение
- Материал для нагревателей электропечей.